# Ludwig Bussler
Ludwig Bussler, född den 26 november 1838 i Berlin, död där den 18 januari 1900, var en tysk musikteoretiker.
Bussler blev 1865 lärare vid Eduard Moritz Ganz musikskola i Berlin och 1879 även vid Sterns konservatorium. Han var från 1883 musikanmälare i "Nationalzeitung" och erhöll 1898 professors titel. Han utgav bland annat Musikalische Elementarlehre (1867; 8:e upplagan 1900) och framställde särdeles praktiskt kompositionsläran i arbetena Praktische Harmonielehre (1875; 5:e upplagan 1903), Der strenge Satz (1877), Contrapunkt und Fuge im freien Tonsatz (1878), Musikalische Formenlehre (samma år; ny upplaga 1893) och Instrumentation und Orchestersatz (1879), till vilka slöt sig Partiturstudium (1882) och Lexikon der musikalischen Harmonieen (1889). 